# Kokushi
 (novembre 2015).
Si vous disposez d'ouvrages ou d'articles de référence ou si vous connaissez des sites web de qualité traitant du thème abordé ici, merci de compléter l'article en donnant les références utiles à sa vérifiabilité et en les liant à la section « Notes et références ».
Les kokushi (japonais : 国司) étaient des fonctionnaires du Japon ancien envoyés par le gouvernement central pour superviser une province à partir du VIIIe siècle, après l'entrée en vigueur du système du ritsuryō. Ce texte conférait aux kokushi un pouvoir considérable et de grandes responsabilités, notamment la collecte des taxes.
La hiérarchie des kokushi, comme pour tous les postes de fonctionnaires datant du système ritsuryô, était divisée en quatre grades, dans l'ordre décroissant : kami (長官 / 守, « gouverneur »), suke (次官, « sous-gouverneur »/ « premier assistant »), jō (判官, « second assistant ») et sakan (主典, « assistant »). Par exemple, le kokushi en chef de la province de Kai (Kai no kuni) avait le titre de Kai no kami. Dans certains cas, le kami résidait lui-même dans la province dont il avait la charge, déléguant ses pouvoirs à des fonctionnaires subalternes (suke, jō et sakan). Cependant, en pratique, le grade le plus élevé pour un fonctionnaire ayant effectivement en charge une province était celui de zuryō (受領).
Les kokushi perdirent la majorité de leurs pouvoirs pendant le shogunat de Kamakura et bien plus encore pendant celui de Muromachi, au profit des shugo (守護). Le terme de kokushi perdura cependant comme titre honorifique, en la pratique du zuryōmei, un titre offert par la cour impériale pour récompenser un guerrier s'étant distingué sur le champ de bataille (souvent des généraux et samouraïs de haut rang) ou des artisans illustres. Mais aux époques Sengoku et Edo, il devint possible d'acheter ces titres honorifiques (en l'absence de sa capacité d'imposition et la confiscation progressive de ses fiefs par les guerriers, les finances de l'aristocratie et de l'empereur étaient au plus bas).